# 27849 Suyumbika
27849 Suyumbika è un asteroide della fascia principale. Scoperto nel 1994, presenta un'orbita caratterizzata da un semiasse maggiore pari a 2,2551709 au e da un'eccentricità di 0,2029704, inclinata di 5,02063° rispetto all'eclittica.
L'asteroide è dedicato Söyembikä ultima regina di Kazan'.